# Джонатан Волтерс
Джо́натан Во́лтерс (англ. Jonathan Walters; нар. 20 вересня 1983, Беркенгед, Англія) — ірландський футболіст, нападник клубу «Бернлі».

## Клубна кар'єра
Вихованець футбольної школи клубу «Блекберн Роверз». Дорослу футбольну кар'єру розпочав 2000 року в основній команді того ж клубу, у складі якої, втім, жодної гри у чемпіонаті не провів.
2001 року уклав контракт з клубом «Болтон Вондерерз», до складу основної команди якого пробитися не зміг і 2003 був відправлений до оренди, спочатку до «Халл Сіті», а згодом до «Кру Александра» та «Барнслі».
Протягом 2004—2005 років був на контракті з клубом «Галл Сіті», протягом цього періоду декілька матчів відіграв у складі «Сканторп Юнайтед» як орендований гравець.
У 2005—2007 роках захищав кольори валлійського «Рексема» та «Честер Сіті».
Своєю грою за останню команду привернув увагу представників тренерського штабу клубу «Іпсвіч Таун», до складу якого приєднався 2007 року. Відіграв за команду з Іпсвіча наступні три сезони своєї ігрової кар'єри. Більшість часу, проведеного у складі «Іпсвіч Тауна», був основним гравцем атакувальної ланки команди.
До складу клубу «Сток Сіті» приєднався 2010 року. Наразі встиг відіграти за команду з міста Сток-он-Трент 49 матчів в національному чемпіонаті.

## Виступи за збірні
2003 року залучався до складу молодіжної збірної Ірландії. На молодіжному рівні зіграв в одному офіційному матчі, забивши 2 голи.
2010 року дебютував в офіційних матчах у складі національної збірної Ірландії. Наразі провів у формі головної команди країни 4 матчі, має в своєму активі один забитий гол.